# ادگار لانگه
ادگار مارسل لانگه (۱۸ اوت ۱۸۷۹ – ۱۲ دسامبر ۱۹۵۰)، پزشک و فعال سوسیالیست فرانسوی و نوه کارل مارکس بود.

## زندگی
لانگه در رامس‌گیت انگلستان، با پدر مادر شارل لانگه و جنی کارولین مارکس، دختر کارل مارکس به دنیا آمد. خانواده زمانی که ادگار ۱۸ ماهه بود به فرانسه نقل مکان کردند و این مکان تولد او به خانه‌اش تبدیل شد.
او در جنبش کارگری فرانسه فعال بود و در سال ۱۹۰۵ به حزب سوسیالیست پیوست و از طرفداران ژول گسد بود. او در سال ۱۹۳۷ سوسیالیست‌ها را ترک کرد و در سال ۱۹۳۸ به عضویت حزب کمونیست فرانسه درآمد که در آن یک چهره فعال بود. از نظر سیاسی، او یک استالینیست سرسخت بود و اتحاد جماهیر شوروی را همواره تحسین می‌کرد. در سال ۱۹۴۸، لانگه یک داگرئوتایپ را به مؤسسه مارکسیسم-لنینیسم در کمیته مرکزی حزب کمونیست اتحاد شوروی CPSU در مسکو اهدا کرد که پدربزرگش کارل مارکس را به همراه دختران جنی (مادر لونگه)، النور و لورا و دوست خانوادگی فردریش انگلس به تصویر می‌کشید. در همان سال او در جشن صدمین سالگرد مانیفست کمونیست در اتحاد جماهیر شوروی و در جمهوری خلق لهستان که پدربزرگش کارل مارکس و فردریش انگلس نوشته بودند شرکت کرد.
لانگه در آلفورویل، حومه پاریس زندگی می‌کرد. او تا اندکی پیش از مرگش در سال ۱۹۵۰ به عنوان پزشک کار کرد.
ادگار لانگه پدر فردریک لانگه نقاش و پل لانگه سیاستمدار بود. برادرش ژان نیز یک سوسیالیست فعال و از اعضای مجلس نمایندگان فرانسه بود.

## آثار
- برخی از صفحات زندگی خانوادگی کارل مارکس. در: خاطرات مارکس و انگلس. Dietz Verlag, Berlin 1964, pp. 359–374